# Davor Šuker
Davor Šuker (* 1. ledna 1968, Osijek) je chorvatský fotbalista, který hrál na postu útočníka. Některé zdroje ho řadí mezi nejlepší útočníky 90. let 20. století.
V dubnu 2014 byl podruhé zvolen prezidentem Chorvatského fotbalového svazu. V červenci 2021 jej v prezidentské funkci nahradil Marijan Kustić.

## Kariéra
Kariéru začal v roce 1984 v rodném Osijeku, kde hrál za prvoligový NK Osijek. Tady odehrál téměř 100 utkání a vstřelil 40 gólů. Poté odešel do slavného chorvatského klubu NK Dinamo Zagreb. Ačkoli byl osočován, že se málo zapojuje do hry, pomohl klubu ke skvělým výsledkům a roku 1991 odešel do španělské FC Sevilla. Zde strávil následujících pět let, kdy potřeboval ke vstřelení 76 gólů 153 zápasů. V Seville se stal legendou a po ME 1996 v Anglii ho koupil Real Madrid. Zde se stal mistrem ligy 1997 a vítězem Ligy mistrů 1998. Poté nastal zřejmě nejslavnější moment jeho kariéry, a to Mistrovství světa 1998 ve Francii. Zde šesti brankami v sedmi utkání vystřílel Chorvatům bronz, dostal zlatou kopačku pro nejlepšího střelce turnaje, byl vyhlášen druhým nejlepším hráčem turnaje a v anketě FIFA skončil jako třetí nejlepší hráč sezony. Doma získal Državnu nagradu za šport (státní vyznamenání za sport) jako jednotlivec i jako člen týmu.
Po třicítce začal rychle měnit kluby. V Anglii odehrál rok za Arsenal, ještě méně zápasů pak nasbíral v další sezoně za West Ham. Svoji profesionální kariéru zakončil roku 2003 v německém klubu Mnichov 1860.
Na ME 2000 se Chorvatsko vůbec neprobojovalo, a tak Šukerovou derniérou s reprezentací bylo MS 2002 v Koreji a Japonsku, kde však odehrál pouze 64 minut v zápase s Mexikem. Tak skončila jedna kapitola Chorvatské reprezentační historie, protože odešel střelecký rekordman (45 branek, 69 zápasů) a největší fotbalová hvězda samostatného Chorvatska. Šuker dokonce zaznamenal i dva starty za bývalou Jugoslávii, v jejímž dresu se ještě v roce 1991 jednou trefil.

## Ocenění
Pelé ho roku 2004 zařadil mezi 125 nejlepších žijících fotbalistů. V anketě Zlatý míč, která hledala nejlepšího fotbalistu Evropy, se roku 1998 umístil na druhém místě. Figuruje na seznamu UEFA Jubilee 52 Golden Players.

## Zajímavosti
- Po ukončení kariéry založil Davor Šuker Soccer Academy v Záhřebu.
- Nějaký čas se zabýval kariérou velkého chorvatského talentu Niko Kranjčara.
- Ivan Šuker, chorvatský ministr financí, je původem ze stejné vsi (Lištani) jako otec Davora Šukera.